# ASB Classic 2010
ASB Classic 2010 — жіночий тенісний турнір, що проходив на відкритих кортах з твердим покриттям. Це був 25-й за ліком ASB Classic. Належав до турнірів WTA International в рамках Туру WTA 2010. Відбувся в ASB Tennis Centre в Окленді (Нова Зеландія). Тривав з 4 до 9 січня 2010 року. Яніна Вікмаєр здобула титул в одиночному розряді.

## Переможниці та фіналістки

### Одиночний розряд
Яніна Вікмаєр —  Флавія Пеннетта, 6–3, 6–2.
- Для Вікмаєр це був перший титул за сезон і третій - за кар'єру.

### Парний розряд
Кара Блек /  Лізель Губер —  Наталі Грандін /  Лора Гренвілл, 7–6(7–4), 6–2.

## Учасниці

### Сіяні учасниці
| Країна  | Гравчиня                | Рейтинг1 | Сіяна |
| ------- | ----------------------- | -------- | ----- |
| Італія  | Флавія Пеннетта         | 12       | 1     |
| КНР     | Лі На                   | 15       | 2     |
| Бельгія | Яніна Вікмаєр           | 16       | 3     |
| Італія  | Франческа Ск'явоне      | 17       | 4     |
| Франція | Віржіні Раззано         | 19       | 5     |
| Росія   | Олена Весніна           | 23       | 6     |
| Франція | Араван Резаї            | 25       | 7     |
| Іспанія | Анабель Медіна Гаррігес | 27       | 8     |

- Рейтинг станом на 28 грудня 2009.

### Інші учасниці
Нижче наведено учасниць, які отримали вайлдкард на участь в основній сітці:
- Кіміко Дате
- Марина Еракович
- Яніна Вікмаєр

Нижче наведено гравчинь, які пробились в основну сітку через стадію кваліфікації:
- Олена Балтача
- Стефані Коен-Алоро
- Едіна Галловіц
- Моніка Нікулеску